# Isle of Man TT 1967
Isle of Man TT 1967 je bila četrta dirka motociklističnega prvenstva v sezoni 1967. Potekala je na dirkališču Isle of Man.

## Razred 500 cm³
| Poz | Dirkač         | Št | Država              | Moštvo            | Hitrost    | Točke |
| --- | -------------- | -- | ------------------- | ----------------- | ---------- | ----- |
| 1   | Mike Hailwood  | 4  | Združeno kraljestvo | Honda             | 105.62 mph | 8     |
| 2   | Peter Williams | 8  | Združeno kraljestvo | Matchless         | 99.64 mph  | 6     |
| 3   | Steve Spencer  | 32 | Združeno kraljestvo | Lancefield Norton | 98.59 mph  | 4     |
| 4   | John Cooper    | 11 | Združeno kraljestvo | Norton            | 98.20 mph  | 3     |
| 5   | Fred Stevens   | 26 | Združeno kraljestvo | Paton             | 97.32 mph  | 2     |
| 6   | John Hartle    | 14 | Združeno kraljestvo | Matchless         | 97.14 mph  | 1     |

## Razred 350 cm³
| Poz | Dirkač           | Št | Država              | Moštvo    | Hitrost    | Točke |
| --- | ---------------- | -- | ------------------- | --------- | ---------- | ----- |
| 1   | Mike Hailwood    | 3  | Združeno kraljestvo | Honda     | 104.68 mph | 8     |
| 2   | Giacomo Agostini | 6  | Italija             | MV Agusta | 102.28 mph | 6     |
| 3   | Derek Woodman    | 4  | Združeno kraljestvo | MZ        | 96.41 mph  | 4     |
| 4   | Alberto Pagani   | 32 | Italija             | Aermacchi | 94.91 mph  | 3     |
| 5   | Chris Conn       | 2  | Združeno kraljestvo | Aermacchi | 94.77 mph  | 2     |
| 6   | Gilberto Milani  | 33 | Italija             | Aermacchi | 94.19 mph  | 1     |

## Razred 250 cm³
| Poz | Dirkač          | Št | Država              | Moštvo   | Hitrost    | Točke |
| --- | --------------- | -- | ------------------- | -------- | ---------- | ----- |
| 1   | Mike Hailwood   | 7  | Združeno kraljestvo | Honda    | 103.07 mph | 8     |
| 2   | Phil Read       | 14 | Združeno kraljestvo | Yamaha   | 102.05 mph | 6     |
| 3   | Ralph Bryans    | 1  | Združeno kraljestvo | Honda    | 99.55 mph  | 4     |
| 4   | Dave Simmonds   | 12 | Združeno kraljestvo | Kawasaki | 92.53 mph  | 3     |
| 5   | Bill Smith      | 9  | Združeno kraljestvo | Kawasaki | 89.28 mph  | 2     |
| 6   | Mike Chatterton | 50 | Združeno kraljestvo | Yamaha   | 89.13 mph  | 1     |

## Razred 125 cm³
| Poz | Dirkač         | Št | Država              | Moštvo   | Hitrost   | Točke |
| --- | -------------- | -- | ------------------- | -------- | --------- | ----- |
| 1   | Phil Read      | 10 | Združeno kraljestvo | Yamaha   | 97.48 mph | 8     |
| 2   | Stuart Graham  | 2  | Združeno kraljestvo | Suzuki   | 97.40 mph | 6     |
| 3   | A. Motohashi   | 12 | Japonska            | Yamaha   | 94.56 mph | 4     |
| 4   | Dave Simmonds  | 8  | Združeno kraljestvo | Kawasaki | 92.08 mph | 3     |
| 5   | Kel Carruthers | 16 | Avstralija          | Honda    | 87.40 mph | 2     |
| 6   | Jim Curry      | 19 | Združeno kraljestvo | Honda    | 86.97 mph | 1     |

## Razred 50 cm³
| Poz | Dirkač               | Št | Država              | Moštvo | Hitrost   | Točke |
| --- | -------------------- | -- | ------------------- | ------ | --------- | ----- |
| 1   | Stuart Graham        | 2  | Združeno kraljestvo | Suzuki | 82.89 mph | 8     |
| 2   | Hans-Georg Anscheidt | 1  | Nemčija             | Suzuki | 81.86 mph | 6     |
| 3   | Tommy Robb           |    | Združeno kraljestvo | Suzuki | 69.28 mph | 4     |
| 4   | Chris Walpole        | 27 | Združeno kraljestvo | Honda  | 66.57 mph | 3     |
| 5   | E.L. Griffiths       | 19 | Združeno kraljestvo | Honda  | 66.50 mph | 2     |
| 6   | S.G.W.Lawley         | 20 | Združeno kraljestvo | Honda  | 65.37 mph | 1     |